# 벌교중앙초등학교
벌교중앙초등학교는 대한민국 전라남도 보성군에 있는 공립 초등학교이다.

## 학교 연혁
- 1968년 3월 1일 : 벌교남국민학교 장좌분교 인가
- 1969년 10월 2일 : 벌교중앙국민학교 개교
- 1980년 3월 1일 : 벌교중앙국민학교 병설유치원 개원
- 1991년 3월 1일 : 특수학급(1)학급 인가
- 1999년 9월 1일 : 벌교서초등학교 통폐합
- 2004년 3월 1일 : 영등초등학교 통폐합
- 2022년 9월 1일 : 제20대 문천희 교장 취임
- 2023년 1월 10일 : 제52회 졸업장 수여식 (14명 총 3,135명)

## 참고 자료
- 벌교중앙초등학교 - 한국교육학술정보원 학교알리미